# كين ميرفي
كين ميرفي (بالإنجليزية: Ken Murphy) (10 مايو 1958 في الولايات المتحدة - ) هو مدرب كرة قدم ولاعب كرة قدم أمريكي في مركز الوسط. لعب مع ديترويت إكسبرس ‏ وواشنطن ديبلومتس.